# ساندرو مينديز
ساندرو مينديز (بالبرتغالية: Sandro Miguel Laranjeira Mendes‏) (4 فبراير 1977 في البرتغال - ) هو لاعب كرة قدم برتغالي في مركز الوسط. شارك مع منتخب البرتغال تحت 21 سنة لكرة القدم ومنتخب الرأس الأخضر لكرة القدم. أما مع النوادي، فقد لعب مع مانيساسبور ونادي إيركوليس ونادي بورتو ونادي سالامانكا ونادي سبتة ونادي فياريال ونادي فيتوريا سيتوبال ونافال.

## مسيرته الكروية
لعب ساندرو مينديز خلال مسيرته الاحترافية مع 7 أندية في عشرون موسمًا وسجل خلالها 19 هدفًا ضمن 419 مباراة. حيث فاز في موسم واحد بالكأس ولم يفز بأي دوري.
خاض ساندرو مينديز مسيرته مع نادي فيتوريا سيتوبال في موسم 1995–96 في المرة الأولى ولمدة موسمين ثم في موسم 2000–01 ليلعب معه عشرة مواسم، مشاركًا طوالها في 280 مباراة سجل خلالها 11 هدفًا. ثم انتقل إلى نادي إيركوليس في موسم 1996–97 واستمر معه طيلة ثلاثة مواسم، حيث شارك في 61 مباراة سجل خلالها هدفين. لينتقل بعدها إلى نادي فياريال في موسم 1998–99 لمدة موسم واحد، مشاركًا في مباراتين ولم يسجل أي هدف. ثم انتقل إلى نادي سالامانكا في موسم 1999–00 لمدة موسم واحد، مشاركًا في 23 مباراة سجل خلالها 3 أهداف. هذا وانتقل لاحقًا إلى نادي سبتة في موسم 2010–11 لمدة موسم واحد، مشاركًا في 24 مباراة سجل خلالها هدفًا واحدًا. ثم انتقل بعدها إلى نادي نافال في موسم 2011–12 لمدة موسم واحد، مشاركًا في 25 مباراة سجل خلالها هدفين.

## وصلات خارجية
- ساندرو مينديز على موقع الاتحاد الدولي (مؤرشف)  (الإنجليزية)
- ساندرو مينديز على موقع اتحاد تركيا (لاعب) (الإنجليزية)
- ساندرو مينديز على موقع قاعدة بيانات كرة القدم.إي يو (الإنجليزية)
- ساندرو مينديز على موقع ناشيونال فوتبول تيمز (الإنجليزية)
- ساندرو مينديز على موقع Soccerway.com (الإنجليزية)